# Phelsuma sundbergi
Phelsuma sundbergi là một loài thằn lằn trong họ Gekkonidae. Loài này được Rendahl mô tả khoa học đầu tiên năm 1939.

## Hình ảnh

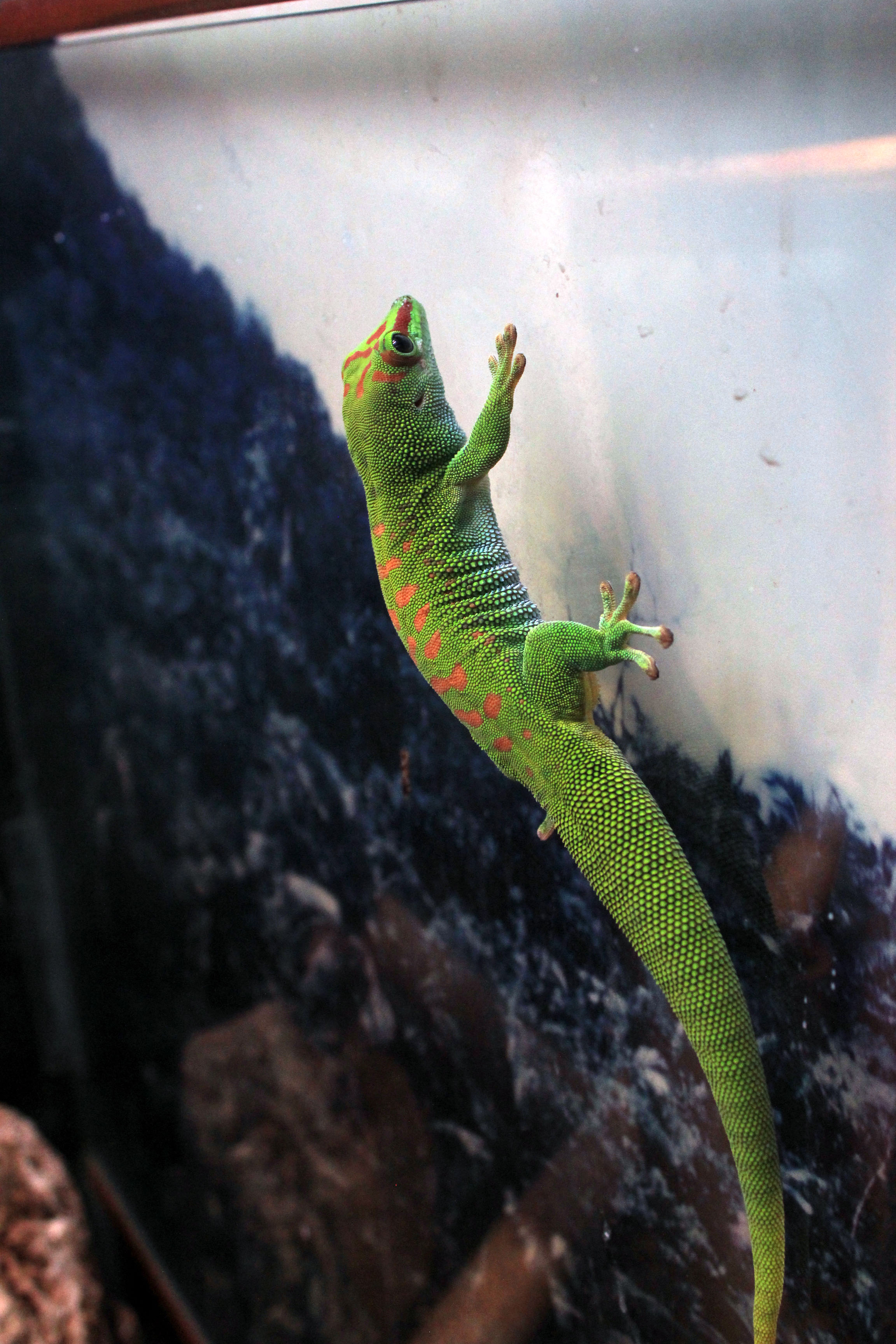